# Гебултув (Краковский повет)

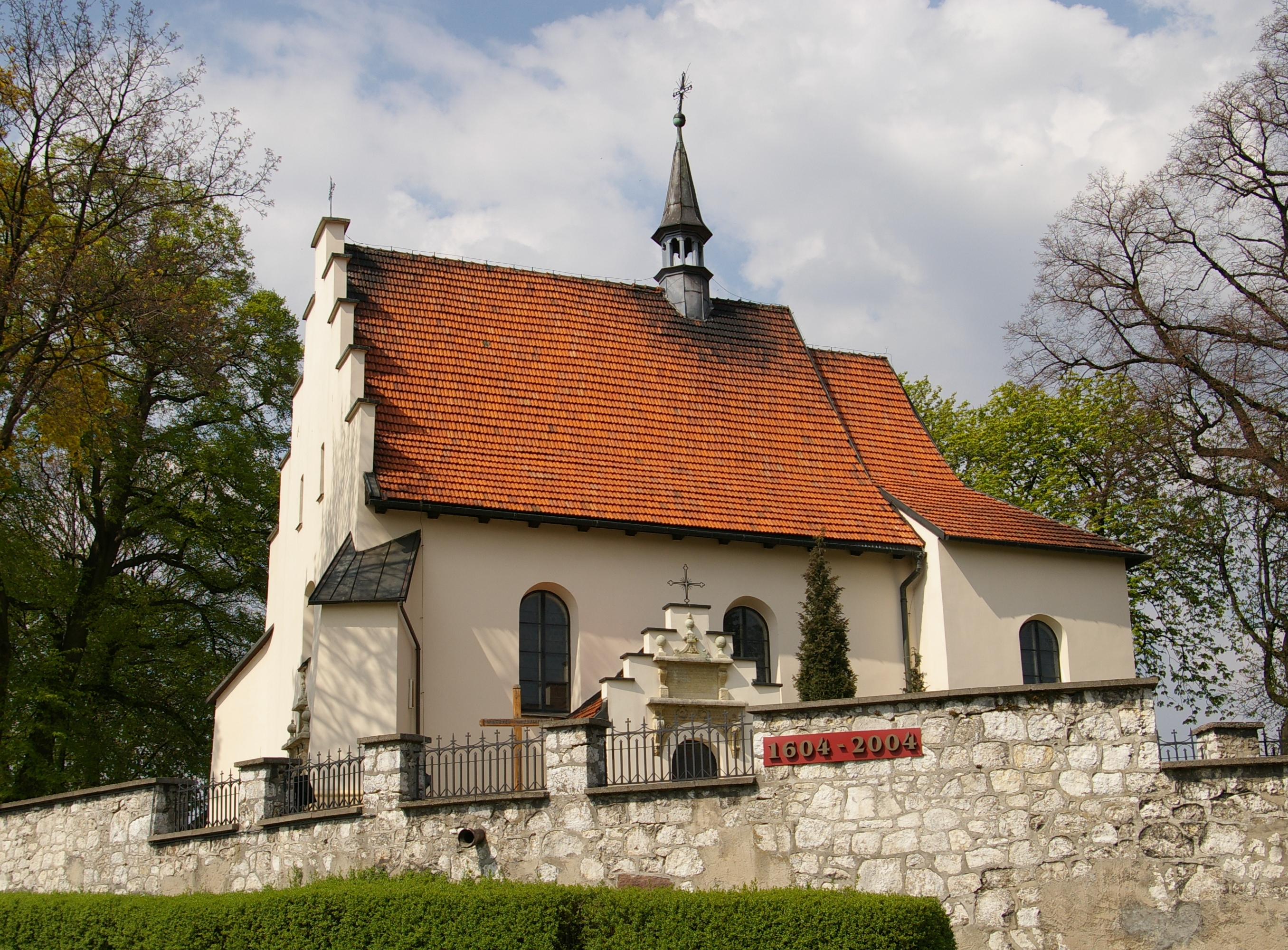
Церковь святого Георгия

Гебу́лтув (пол. Giebułtów) — село в Польше в сельской гмине Велька-Весь Краковского повета Малопольского воеводства.

## География
Село располагается в 10 км от административного центра воеводства города Краков. Село связано с краковским районом Сальватор автобусным маршрутом № 220.

## История
Первое документированное свидетельство о селе относится к 1337 году. В этом документе упоминается некий Пётр из Гебултува. В средние века собственниками села были цистерцианцы из Могилы и монахи-кларисски из Кракова. С XVI века собственниками села была шляхетская семья Гебултовских.
В 1975—1998 годах село входило в состав Краковского воеводства.

## Население
По состоянию на 2013 год в селе проживало 1 201 человек.
| 1869 | 1880 | 2010  | 2013  |
| ---- | ---- | ----- | ----- |
| 508  | 799  | 1 132 | 1 201 |

| Перепись  | Всего   | Всего | Женщины | Женщины | Мужчины | Мужчины |
| --------- | ------- | ----- | ------- | ------- | ------- | ------- |
| Единицы   | человек | %     | человек | %       | человек | %       |
| Население | 1 201   | 100   | 597     | 49,7    | 604     | 50,3    |

## Достопримечательности
- Церковь святого Георгия, построенная в начале XVII века. Памятник культуры Малопольского воеводства[5].

## Известные жители и уроженцы
- Павел Качмарчик (род. 1984) — польский джазовый композитор.